# چوب‌خزک نوک‌سرخ
چوب‌خزک نوک‌سرخ (نام علمی: Hylexetastes perrotii) گونه‌ای از پرندگان در زیرتیرهٔ چوب‌خزکان (Dendrocolaptinae) از تیرهٔ تنورمرغان (Furnariidae) است که در برزیل، گویان فرانسه، گویان، سورینام و ونزوئلا یافت می‌شود.